# Internet Explorer 9 Platform Preview
Internet Explorer 9 Platform Preview （インターネット エクスプローラー 9 プラットフォーム プレビュー）とは、 内部機能と表示のみのシェル、テストに必要なメニューのみで構成された Internet Explorer 9 の開発中のもので、2010年3月16日に開催された「MIX10」で最初のプラットフォーム プレビューが公開されたのを初め数週間毎に開発者向けに公開された。2011年3月に Internet Explorer 9 の正式版が公開され、Platform Preview の公開は終了した。
ただし、2011年4月13日（日本時間）に開催されるMIX11で「Internet Explorer 10 Platform Preview 1」が再び公開された。
Internet Explorer 9 Platform Preview は Internet Explorer 8 とプラットフォーム更新プログラムがインストールされた Windows Vista Service Pack 2 と Windows 7 に対応する。

## PDC09、MIX10
2009年11月18日に行われた PDC09 で Internet Explorer 9 の内容の一部が発表された。よりウェブ標準に沿った実装およびパフォーマンスの向上につながる内容であった。発表の内容では CSS3 のサポートと JavaScript のパフォーマンスの向上について、Direct2D や DirectWrite を使用した高品質かつ高速なレンダリングについて述べられた。PDC09 デモ版は、SunSpider JavaScript Benchmark のベンチマークで、Internet Explorer 8 より 4.5 倍高速になった。2010年1月、マイクロソフトは SVG ワーキング グループに参加した。

## バージョン

### Platform Preview 1
太平洋時間2010年3月16日のマイクロソフトのカンファレンス「MIX10」で PDC09 以来の情報が公開された。グラフィックス標準 (ICC Colors、JPEG XR、TIFF) の対応、SVG 1.1 2nd Edition や HTML5 などの準拠についてや、JavaScript やレンダリングの高速化について発表され、JavaScript エンジンは PDC09 デモ版よりも 41% 高速化し、開発者を対象としたのプラットフォーム プレビュー版も同日公開された。

### Platform Preview 2
太平洋時間2010年5月5日に公開された。JavaScript エンジンは 1 回目のプレビュー版から 25% 高速化し、Acid3 のスコアは 68 点に改善した。ユーザー エージェントの変更、CSS3、DOM、JavaScript 等に幾つかの新しい対応が加えられた。

### Platform Preview 3
太平洋時間2010年6月23日に公開された。audio 要素、video 要素、canvas 要素に対応した。video 要素は H.264 に、audio 要素は MP3 と AAC に対応した。Web フォントは WOFF に対応した。Acid3 テストは 83 点になった。JavaScript エンジンは 2 回目のプレビュー版から 36% 高速化し、そのスコアは Safari 5.0 と同程度の速度となり、Internet Explorer 8 比では 11 倍高速になった。ECMAScript 5th Edition のサポートも改善した。Internet Explorer Testing Center には 118 のテスト ケースが追加になり、ECMAScript 5 のテストが 1309 作られた。

### Platform Preview 4
太平洋時間2010年8月4日に公開された。JavaScript エンジンをブラウザ内に統合し、JavaScript の速度は 3 回目のプレビュー版から 6% 高速化した。Acid3 テストは 100 点中 95 点になった。

### Platform Preview 5
太平洋時間2010年9月16日に公開された。Internet Explorer 9 Beta と同時公開で、いくつか機能が追加と改善が施された。

### Platform Preview 6
太平洋時間2010年10月28日に公開された。CSS3 2D Transform が追加になり、HTML5 のセマンティック要素を HTMLElement として認識するようになった。縮小化された JavaScript を読みやすい形式に変換する機能がついた。

### Platform Preview 7
太平洋時間2010年11月17日に公開された。JavaScript エンジンのパフォーマンスの強化と、パフォーマンス改善のための canvas 要素のピクセル操作配列の最適化が行われた。

### Platform Preview 8
太平洋時間2011年2月10日に公開された。Internet Explorer 9 リリース候補版と同じエンジンを使用したもので、パフォーマンスと相互運用性の改善が行われた。